# 티몰 (화합물)
티몰(thymol, 2-isopropyl-5-methylphenol, IPMP)은 P-사이멘(C10H14O)의 천연 모노터펜 페놀 파생물이다. 백리향 기름에서 볼 수 있으며 타임, 아지바인, 그리고 다양한 기타 식물들에서 추출된다. 티몰은 또한 허브 백리향의 강한 향이 특징이다.